# 富山市立新庄小学校
富山市立新庄小学校（とやましりつ しんじょうしょうがっこう）は富山県富山市にある公立小学校。

## 沿革
個別に出典が提示されていない箇所の出典→。
- 1872年10月10日 - 新川神社神官の邸宅を借り創設。
- 1875年4月 - 文哉小学校と改称。
- 1889年5月 - 荒川にあった精干小学校と合併。
- 1892年10月 - 金泉寺小学校と合併。
- 1895年 - 新庄城跡に新庄尋常高等小学校が建設される[3]
- 1902年1月 - 現在地へ移転。
- 1928年10月 - 講堂を新築。
- 1941年4月 - 新庄国民学校と改称。
- 1964年4月 - 運動場拡張（2,115m2）。
- 1966年
  - 6月 - 校地拡張（1,334m2）。
  - 7月10日 - 3月25日から工事を進めていた富山県内初の鋼鉄製プールが完成[4]。
  - 7月 - 運動場整備。
- 1968年
  - 3月25日 - 校舎改築工事の起工式[5]。
  - 11月 - 鉄筋校舎第1期工事完成。
- 1970年11月 - 校地拡張（1,828m2）
- 1972年
  - 3月 - 鉄筋校舎第2期工事完成。
  - 10月 - 校地拡張（1,940m2）。
- 1974年12月 - 校地拡張（5,000m2）
- 1976年
  - 3月 - 体育館竣工。
  - 7月 - 運動場照明灯4基完成。
- 1977年
  - 11月 - スキー山完成。
  - 12月 - 3階プレイルーム完成。
- 2010年

　　　４月　富山市立新庄北小学校を分離。

## 通学区域
綾田町一丁目～三丁目、荒川一丁目～五丁目、荒川新町、上庄町、経堂、経堂一丁目～三丁目、 経堂四丁目(10番 18,21号を除く)、新庄本町三丁目、新庄町一丁目(2番 1～8号を除く)、 新庄町二丁目～四丁目、新庄町第１～第４、新園町、双代町、田中町一丁目～五丁目、常盤台、 常盤台２区、長江東町一丁目(8番 10号、9番 8号のみ)、西新庄、向新庄町一丁目(1番、18番 3,47号のみ)、 経堂新町

## 進学先
- 富山市立新庄中学校

## 周辺
- 富山県道177号蓮町新庄線